# Municipalità locale di Tlokwe
La municipalità locale di Tlokwe (in inglese Tlokwe Local Municipality) è stata una municipalità locale del Sudafrica appartenente alla municipalità distrettuale di Dr Kenneth Kaunda, nella provincia del Nordovest.
Nel 2016 è stata soppressa e accorpata alla municipalità locale di Ventersdorp per costituire la municipalità locale di Tlokwe/Ventersdorp.
Il suo territorio si estendeva su una superficie di 2.673 km² ed era suddiviso in 21 circoscrizioni elettorali (wards). Il suo codice di distretto era NW402.
La municipalità era anche chiamata Potchefstroom.

## Geografia fisica

### Confini
La municipalità locale di Tlokwe confinava a nord con quelle di Merafong City e Ventersdorp a est con quella di Emfuleni (Sedibeng/Gauteng), a sud con quelle di Ngwathe e Moqhaka (Fezile Dabi/Free State) e a ovest con quella di City of Motlosana.

### Città e comuni
- Ikageng
- Mohadin
- Potchefstroom
- Promosa

### Fiumi
- Enselspruit
- Kromdraaispruit
- Loopspruit
- Mooi
- Rooikraalspruit
- Vaal

### Dighe
- Boskopdam
- Modderdam
- Poortjiesdam
- Potchefstroom Dam